# Heraclia durbania
Heraclia durbania is een vlinder uit de familie uilen (Noctuidae). De wetenschappelijke naam van deze soort is voor het eerst geldig gepubliceerd in 1964 door Stoneham.
De soort komt voor in tropisch Afrika.